# هجوم سلفيت 2022
هجوم سلفيت 2022 هو هجوم دهسٍ وطعنٍ نفذه فلسطيني صبيحة الخامس عشر من تشرين الثاني/نوفمبر 2022 وتسبَّبَ في مقتل ثلاثة مستوطنين إسرائيليين وجُرح اثنان آخران قبل أن يتمكّن جيشُ الاحتلال الإسرائيلي من قتله.

## خلفيّة
قتلت قواتُ الاحتلال الإسرائيلي مساء الرابع عشر من تشرين الثاني/نوفمبر 2022 فلسطينية بعدما أطلقت النار عليها في سيارة في بيتونيا غربي رام الله، كما اعتقلت 12 فلسطينيًا في أنحاء مختلفة من الضفة الغربية، فضلًا عن عشرات الاعتقالات في مناطق مختلفة منذُ أسابيع وهو ما ساهمَ في تأزيم الأوضاع وزيادة التوترات.

## الهجوم
نقلت وسائل إعلام فلسطينيّة بُعيد العاشرة صباحًا (توقيت فلسطين) عن تنفيذ فلسطيني بـ «عملية فدائيّة جنوبي مدينة نابلس»، فيما تحدثت وسائل إعلام أخرى عن إصابة المنفذ بجروح حرجة برصاص قوات الاحتلال بذريعة طعنه مستوطنًا. أكّدت الإذاعة الإسرائيلية إصابة مستوطنَيْن اثنين بجراحٍ في عملية الطعن ومقتل المنفذ قرب مستوطنة أريئيل جنوبي نابلس، قبل أن ترتفعَ الحصيلة بحسبِ نفس الإذاعة إلى 3 مستوطنين أحدهم في حالة حرجة. أعلنَ الإسعاف الإسرائيلي لاحقًا عن مقتل المستوطن الذي أُصيب بالجروح الخطرة، فيما قتلَ جيشُ الاحتلال منفذ العمليّة وشخص ثاني في المنطقة. ارتفعت الحصيلة في وقتٍ لاحقٍ لتستقرّ في مقتل ثلاث مستوطنين وإصابة اثنين آخرين، كما قُتل فلسطينيانِ اثنان خلال هذه العمليّة.

## المنفذ
أعلنت وزارة الصحة الفلسطينية أنّ منفذ عمليّة سلفيت هو الشاب محمد مراد سامي صوف (19 سنة)، وينحدرُ من قرية حارس قضاء سلفيت. والده أسيرٌ محرَّر، ويُعرف بحسبِ بعض المصادر رفضه لمنهج رئيس السلطة الفلسطينيّة. كان محمّد يعيشُ في قرية حارس التي تبعد عن مكان تنفيذ العملية بنحو كيلومترين اثنين.